# Dedeler, Türkoğlu
Dedeler là một xã thuộc huyện Türkoğlu, tỉnh Kahramanmaraş, Thổ Nhĩ Kỳ. Dân số thời điểm năm 2010 là 1.019 người.